# جوش سيمبسون (لاعب كرة قدم)
جوش سيمبسون (بالإنجليزية: Josh Simpson)‏ (6 مارس 1987 بهارلو في المملكة المتحدة - ) هو لاعب كرة قدم بريطاني في مركز الوسط. شارك مع منتخب إنجلترا لكرة القدم C ‏. أما مع النوادي، فقد لعب مع كامبريدج يونايتد ونادي بليموث أرجايل ونادي بيتربورو يونايتد ونادي ساوثيند يونايتد ونادي كرولي تاون وHiston F.C. ‏ ونادي كامبريدج ستي.

## وصلات خارجية
- جوش سيمبسون على موقع قاعدة بيانات كرة القدم.إي يو (الإنجليزية)
- جوش سيمبسون على موقع Soccerbase.com (لاعب) (الإنجليزية)